# Entertainment Software Rating Board
L'Entertainment Software Rating Board (ESRB) és una entitat autoregulada establerta el 1994 per Entertainment Software Association (ESA), que anteriorment s'anomenava Interactive Digital Software Association (IDSA). L'ESRB realitza en forma independent, classificacions i principis de privadesa per a la indústria dels videojocs.
L'ERSB classifica els videojocs segons el seu contingut de violència física o verbal i altres elements com el sexe. Aquesta classificació orienteix i ajuda als pares i consumidors a escullir els videojocs que són correctes per a les seves llurs famílies.

## Classificació ESRB

### Actuals
E; Everyone ("per a tothom"): Abasta temes aptes per a edats de 6 anys en avant. Els títols compresos dintre d'aquesta categoria, poden contenir una mica d'animació, fantasia o violència moderada i/o l'ús de paraulotes suaus. Alguns exemples de jocs que entren en aquesta classificació són: Sonic Advance, Super Mario Advance 4, Luigi's Mansion, Pokémon Ruby i Sapphire i la majoria de jocs sobre esports i endevinalles.

E+10 ; Everyone 10 and older ("per a tots de 10 anys i cap amunt"): (També conegut com a preadolescent) Material idoni per a edats de 10 i més anys. Les obres dintre d'aquesta categoria contenen animacions, fantasia o violència mitjana, paraulotes regulars i/o sang en temes suggeridors. La icona es va afegir als quals usa l'ESRB el 2 de març del 2005. Donkey Kong Jungle Beat va ser el primer joc a rebre aquesta valoració. Altres exemples amb aquesta distinció són: Shadow the Hedgehog, Project Gotham Racing 3, Donkey Kong Jungle Beat, Kingdom Hearts 2 i Lego Star Wars II: The Original Trilogy.

T; Teen ("adolescents"): Contingut que pot ser adequat per a edats de 13 anys o més. Els productes d'aquest gènere contenen de manera limitada violència, temes suggeridors, humor cru, sang, jocs d'atzar simulats, i/o ús de llenguatge fort. Exemples de jocs dintre d'aquesta tipificació són: Star Wars: Rogue Squadron, Prince of Persia: The Sands of Time, Tekken 5, Super Smash Bros. Melee, i Midnight Club: Los Angeles.

M; Mature ("madur"): Articles que poden contenir material pertinent per a edats de 17 anys o més. Les obres d'aquesta categoria mostren violència intensa, sang i horror, temes sexuals i/o paraulotes fortes. Molts venedors (com Wal-Mart), apliquen polítiques sobre no vendre jocs amb aquest ordenament a menors d'edat sense la presència i aprovació d'algun tutor. Aquests són exemples de jocs que cauen dintre d'aquesta categoria: Dead or Alive 4', Duke Nukem 3D', Doom, Mortal Kombat, Grand Theft Auto 3, Conker's Bad Fur Day, Resident Evil, i Devil May Cry 3.

AO; Adults Only ("Només Adults"): Contingut solament per a adults. Els títols en aquesta categoria inclouen escenes perllongades de violència extrema i/o temes sexuals i de nuesa. A partir del 2006, existeixen productes amb classificació AO 22, la majoria dels quals estan disponibles per a Microsoft Windows i Apple Macintosh. La categorització AO és tema de controvèrsia per les exagerades restriccions que imposa a alguns jocs. Notablement, Grand Theft Auto: San Andreas va ser reclassificat com AO a causa de la sortida del mod "Hot Coffee".

RP; Rating Pending ("Pendent de classificar"): La duen productes que han estat sotmesos a avaluació davant l'ESRB i estan tot esperant una categorització final. Aquest símbol apareix solament en demos i publicitat de jocs pròxims a sortir a la venda.

### Retirada
EC; Early Childhood ("primerenca infància"): Material amb contingut apte per a edats a partir de 3 anys. Els jocs que entren dintre d'aquesta categoria són específicament desenvolupats per a nens petits i usualment són d'orientació educativa. No obstant això, alguns jocs amb problemes més complexos (com la sèrie del Dr. Brain) poden ser catalogats com "E".

K-A; Kids to Adults ("Des de nens fins a adults"): Material amb contingut propici per a edats de 6 i més anys. Aquests títols eren dissenyats per a persones de diverses edats i gustos. Poden contenir violència mínima, comiditat o una mica de llenguatge cru. Va ser reemplaçada per Everyone l'1 de gener de 1998. Jocs d'aquesta categoria van ser: Donkey Kong Country 3, Sonic 3D Blast, Kirby Super Star, Star Fox 64, Crash Bandicoot, i Super Mario 64.